# Heinz-Walter Kleinschmidt
Heinz-Walter Kleinschmidt (* 14. September 1943 in Hofgeismar) ist ein hessischer Politiker (FDP) und ehemaliger Abgeordneter des Hessischen Landtags.

## Ausbildung und Beruf
Heinz-Walter Kleinschmidt studierte nach dem Abitur Naturwissenschaften (Mathematik, Physik) sowie Politik, Psychologie, Pädagogik und Philosophie an der Universität Marburg und schloss das Studium mit dem Philosophikum und dem Magister-Examen in Wissenschaftlicher Politik, Soziologie und Volkswirtschaft ab. Ab 1978 arbeitete er als Parlamentsreferent der FDP-Fraktion im Hessischen Landtag.

## Politik
Heinz-Walter Kleinschmidt ist seit 1965 Mitglied der FDP und der Jungdemokraten. Er war Vorsitzender der Deutschen Jungdemokraten des Kreisverbandes Kassel, 1970 bis 1977 Mitglied des FDP-Landesvorstandes und des Landesfachausschusse für Kommunal- und Innenpolitik der FDP Hessen und Mitglied des Kreisvorstandes Kassel-Land.
Vom 29. Januar 1973 (als Nachrücker von Otto Dockhorn) bis zum 30. November 1974 war er Mitglied des Hessischen Landtags.